# Nationalbank der Republik Abchasien

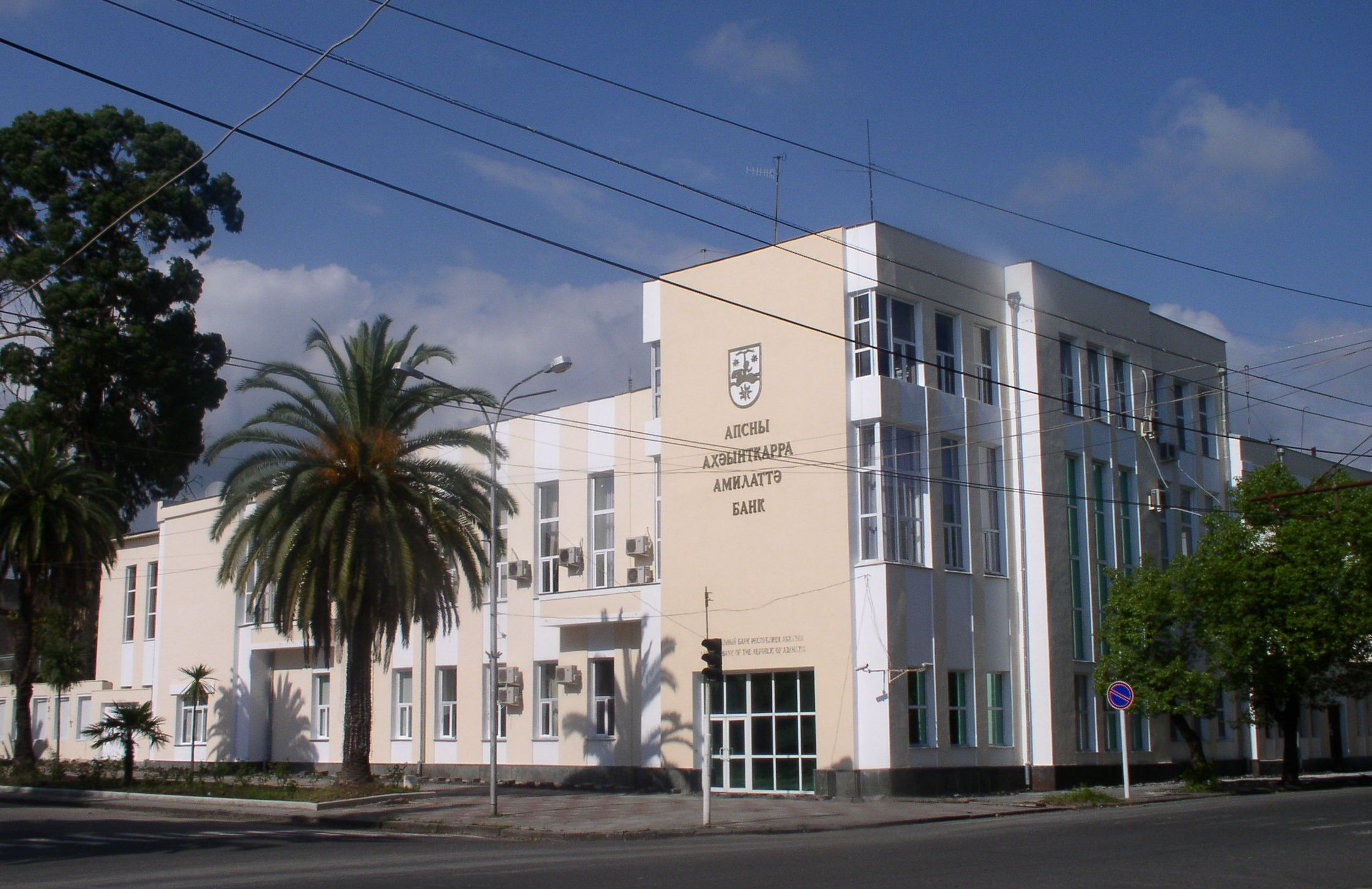
Gebäude der Bank in Sochumi

Die Nationalbank der Republik Abchasien (abchasisch Аҧсны Аҳәынҭқарра Амилаҭтә Банк; russisch Национальный банк Республики Абхазия) ist die Zentralbank der international nur von einigen Staaten anerkannten Republik Abchasien. Sie besteht seit 1995 und hat ihren Sitz in Suchum, der Hauptstadt des Landes.

## Geschichte und Struktur
Die Nationalbank Abchasiens wurde am 11. Februar 1995 gegründet. Nach dem Zerfall der Sowjetunion hatte sich Abchasien von Georgien, das die Region beanspruchte, losgesagt und nach dem Krieg in Abchasien 1992–1993 die De-facto-Unabhängigkeit erreicht. Anschließend begann man in Abchasien mit dem Aufbau eigener staatlicher Strukturen, so dass 1995 eine eigene Zentralbank gegründet wurde.
Die abchasische Nationalbank ging aus der ehemaligen sowjetischen Staatsbank Gosbank hervor, deren in Abchasien befindliche Filialen und Strukturen sie übernahm. Die Nationalbank gab jedoch für lange Zeit keine eigene Währung heraus, sondern führte in Abchasien den Russischen Rubel ein.
Nachdem die Unabhängigkeit  Abchasiens ab 2008 von einigen Staaten anerkannt wurde, führte man den Abchasischen Apsar als eigene Währung ein. Diese ist bis heute jedoch nur in äußerst geringen Mengen im Umlauf und der Wechselkurs ist fest an den Rubel gebunden. Der Rubel ist daher weiterhin das allgemein übliche Zahlungsmittel in Abchasien. Die abchasische Nationalbank arbeitet daher eng mit der Bank Rossii zusammen, der Zentralbank Russlands.
Die abchasische Nationalbank wird von einem Vorstand aus sieben Personen geleitet, der Vorstandsvorsitzende wird von der abchasischen Volksversammlung bestimmt. Seit 2005 hat Illarion Argun diesen Posten inne.